# مفترق طرق الإسلام:أصول ديانة العرب ودولة العرب (كتاب)
مفترق طرق الإسلام: أصول ديانة العرب ودولة العرب هو كتاب لعالم الآثار يهودا نبو والباحثة جودث كورين. الكتاب يبحث في أصول وتطور الدولة الإسلامية من خلال الأبحاث في مجال علم الآثار وعلم دراسة النقوش والتاريخ الإسلامي.

## منهجية الكتاب
استخدم الكاتبين منهج دقيق وتاريخي في فحص الكتابات الإسلامية وأيضا مصارد مهملة قبل القرن التاسع كالحفريات الأثرية والعملات القديمة والنقوش وتسجيلات المعاصرين من غير المسلمين.
قدما مجموعة كبيرة من النقوش التي تم إغفالها من قبل الباحثين التاريخيين حتى الآن والتي تعود في غالبها إلى القرن السابع أو الثامن. واستخدماها لتعقب الكتابات التاريخية التي تختلف بشكل ملحوظ عن الكتابات المعتادة.

## أطروحة الكتاب
بناء على الادلة الأثرية من القرن السابع نظرا الكاتبين بشك حول صحة الكتابات عن العصور الإسلامية الأولى والتي لا زالت تستخدم في المصادر كحقائق في معظم الكتب التاريخية الحديثة. لا سيما وان الدلائل الأثرية والتاريخية والنقوش - بحسب الكاتبين - تقدم نظرة عن الشرق الأوسط بالقرن السابع والثامن حيث لا يوجد ظهور لأي «نبي» أو وجود دين يمكن ان يكون قد تطور ليصبح ما يعرف بالإسلام الآن.
وفقا للدلائل الموجودة بالكتاب؛ توصل الكاتبين إلى:
- أن مدوني تاريخ القرن السابع والثامن ليسوا مصدر ثقة ولا تستطيع كتاباتهم ان تصمد امام الفحص التاريخي القائم على الأدلة الأثرية وأدلة النقوش القديمة وتسجيلات غير المسلمين.
- أن العرب كانوا وثنيين حينما فرضوا سيطرتهم في القرن السابع على المناطق التي كانت تخضع إلى حكم الإمبراطورية البيزنطية.
- أن العرب كانوا يفرضون سيطرتهم بدون مقاومة تقريبا، لأن بيزنطة كانت قد انسحبت قبلها بفترة طويلة.
- بعد أن فرض العرب سيطرتهم اعتمدوا عقيدة مقتبسة من كتابات يهودية-مسيحية التي وجدوها في المناطق التي احتلوها وبالتدريج طوروها إلى دين عربي عرف بعدها بالإسلام في منتصف القرن الثامن.

الادلة التي قدمها الكاتبين تثبت وجهة نظر علماء أخرى ن مثل كتابات فريد دونر في التاريخ، وجون وانسبرو أو كتاب باتريسيا كرون ومايكل كوك الهاجريون  Hagarism الذي يقول بان الإسلام والقرآن ليسا من أعمال محمد أو الاله العربي.